# (14907) 1993 OF3
A (14907) 1993 OF3 a Naprendszer kisbolygóövében található aszteroida. Eric Walter Elst fedezte fel 1993. július 20-án.